# شفتسينغن
شوتسينغن (بالألمانية: Schwetzingen) هي Grosse Kreisstadt، مدينة وبلدة ألمانية تقع في ألمانيا في منطقة راين نيكار ‏. يقدر عدد سكانها بـ 22,436 نسمة .

## المدن التوأمة
مدن لونفيل، Pápa، فريدريكسبيورغ (فيرجينيا) وسبوليتو هي مدن توأمة لـشوتسينغن.

## أعلام
- ماكسيمليان الأول يوزف
- هاينتس فريدريش
- رودلف لويس
- كورت تسكينسكير
- جيريت مولر